# Boniches
Boniches es un municipio y localidad española de la provincia de Cuenca, en la comunidad autónoma de Castilla-La Mancha. El término municipal, ubicado en la Serranía Baja, tiene una población de 136 habitantes (INE 2024). La altitud es de unos 1026 m sobre el nivel del mar.

## Medio natural

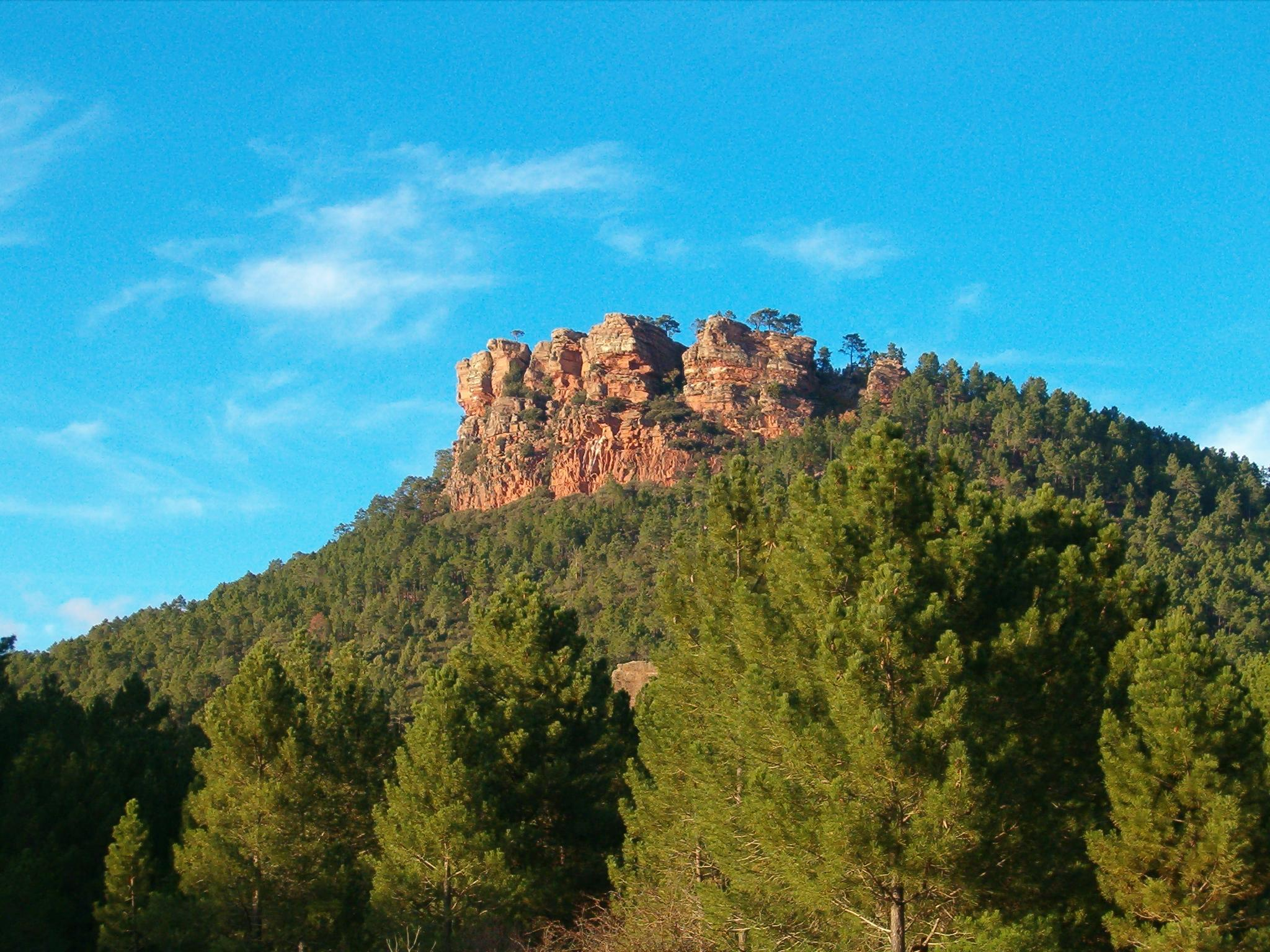
El pico de La Tabarreña.

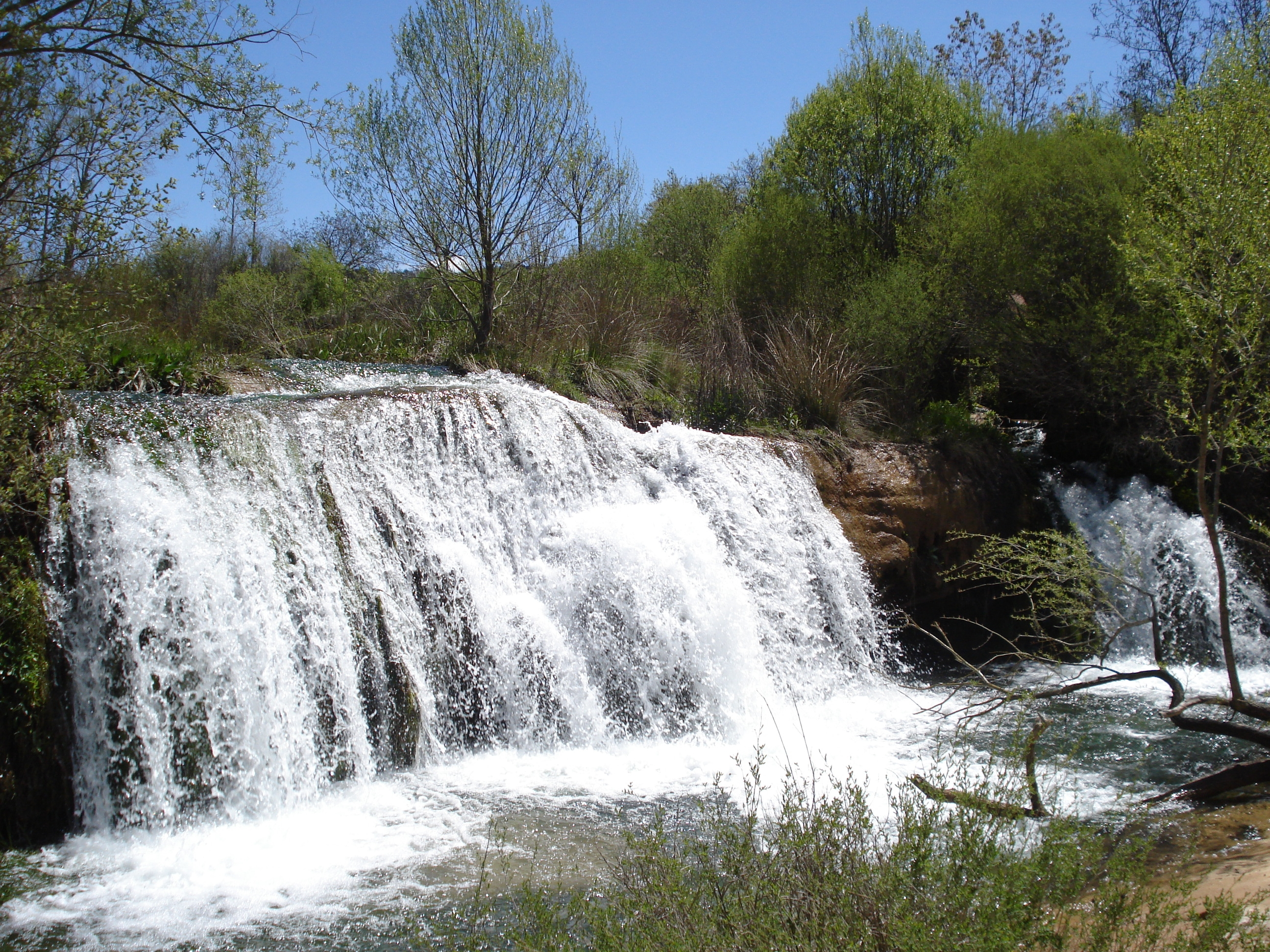
La cascada del Traqueiro.

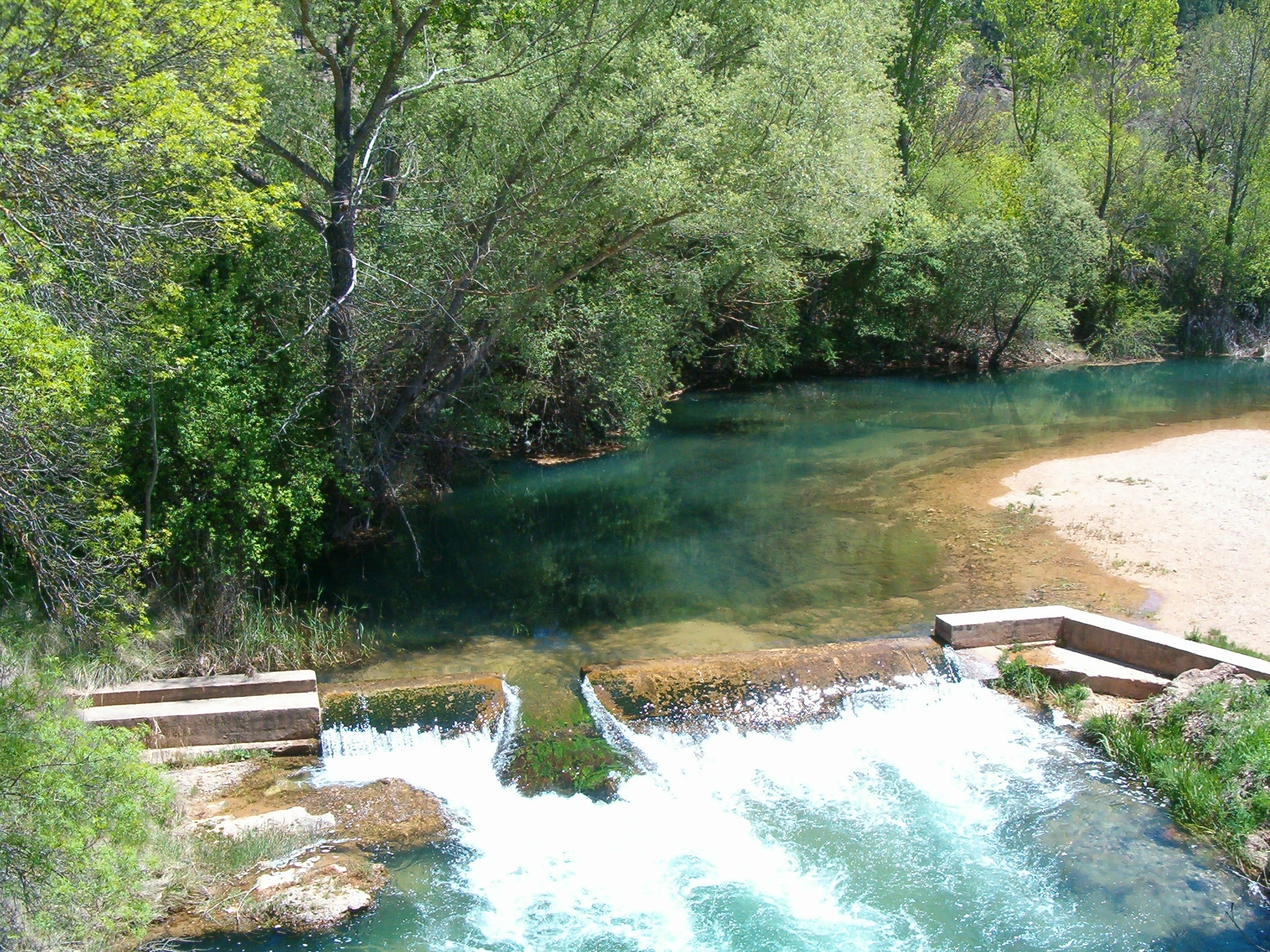
El Pozo de las Mulas y la playa de Boniches.

Hay que destacar su paisaje (rodeno), de vegetación mediterránea continental, abundando mayoritariamente el pino rodeno, cubriendo los pinares más de un 80 % de su territorio. También se encuentran en el término el pino negral, el pino carrasco, la sabina, el melojo, la carrasca, el brezo, el romero y la jara, en el marco de la vegetación típica de la Serranía Baja conquense. En las riberas del río no faltan los chopos y abedules, juncos y toda clase de vegetación típica de ribera fluvial. En el paraje conocido como Ayuntaderos, el Cabriel recibe el aporte del río Mayor, que nace en la Laguna del Marquesado.
Igualmente, destacan numerosas formaciones rocosas, profusamente erosionadas, como la Obradá, el Castil de Rey y la Peña Sancho. La altura máxima del término es el Pico del Telégrafo, alcanzando los 1410 m, con otros promontorios rocosos como el Pico de la Zorra, la Tabarreña, las Cabezas, la Peña de los Ramos, la Peña del Madroño, la Peña del Cuervo, Las Muedas y muchas otras, que oscilan entre los 1360 y los 1200 m de altura. Entre la vegetación, destaca singularmente el Pino de las Cuatro Garras, un ejemplar de pino negral que consta de cuatro enormes brazos, y alcanza una altura aproximada de 30 metros.

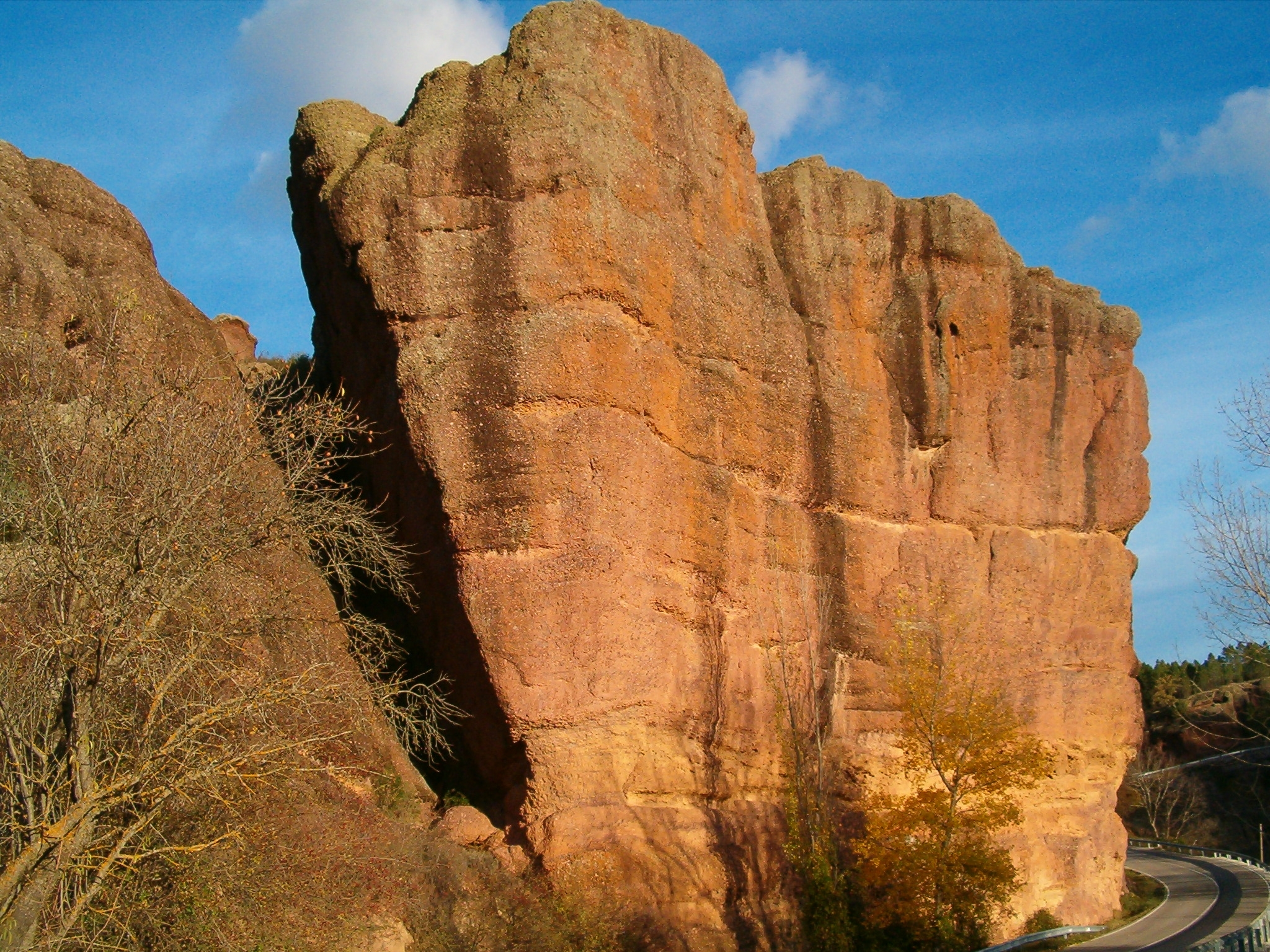
La descomunal mole de la Peña Sancho, asomándose a la carretera.

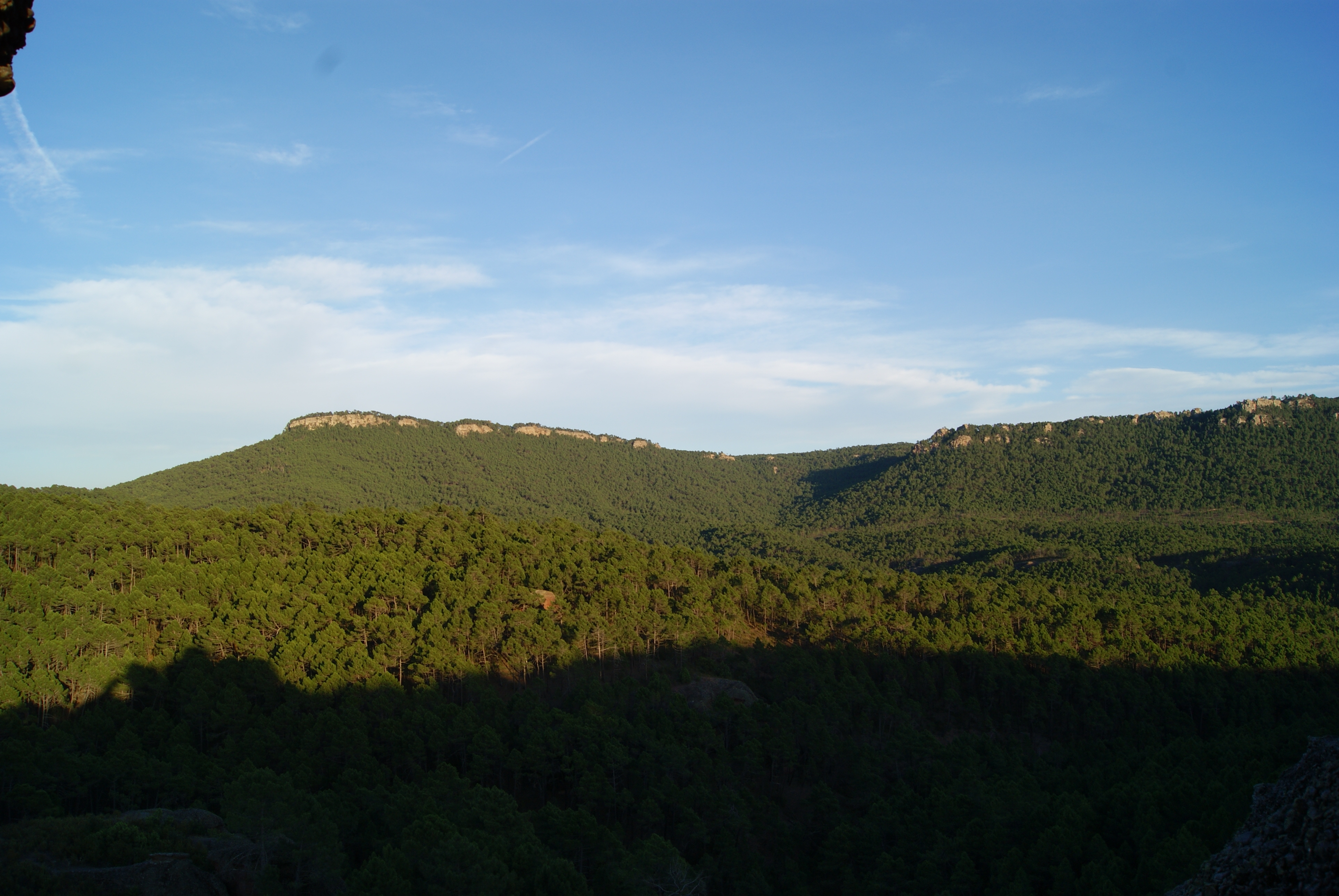
El Pico del Telégrafo y la sierra de las Cuerdas, visto desde la Obradá, con el Rodeno a sus pies.

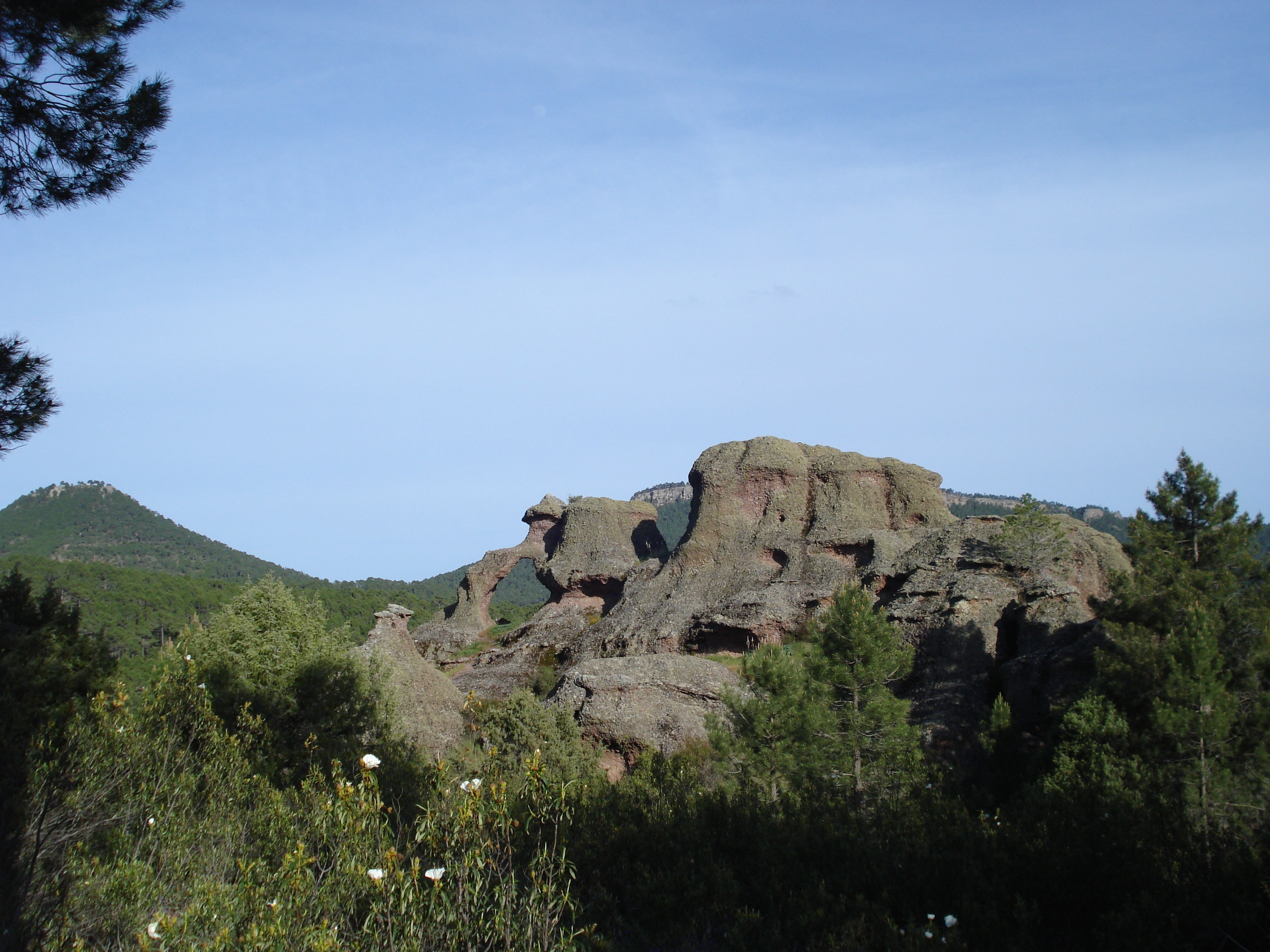
Vista de la Obradá.

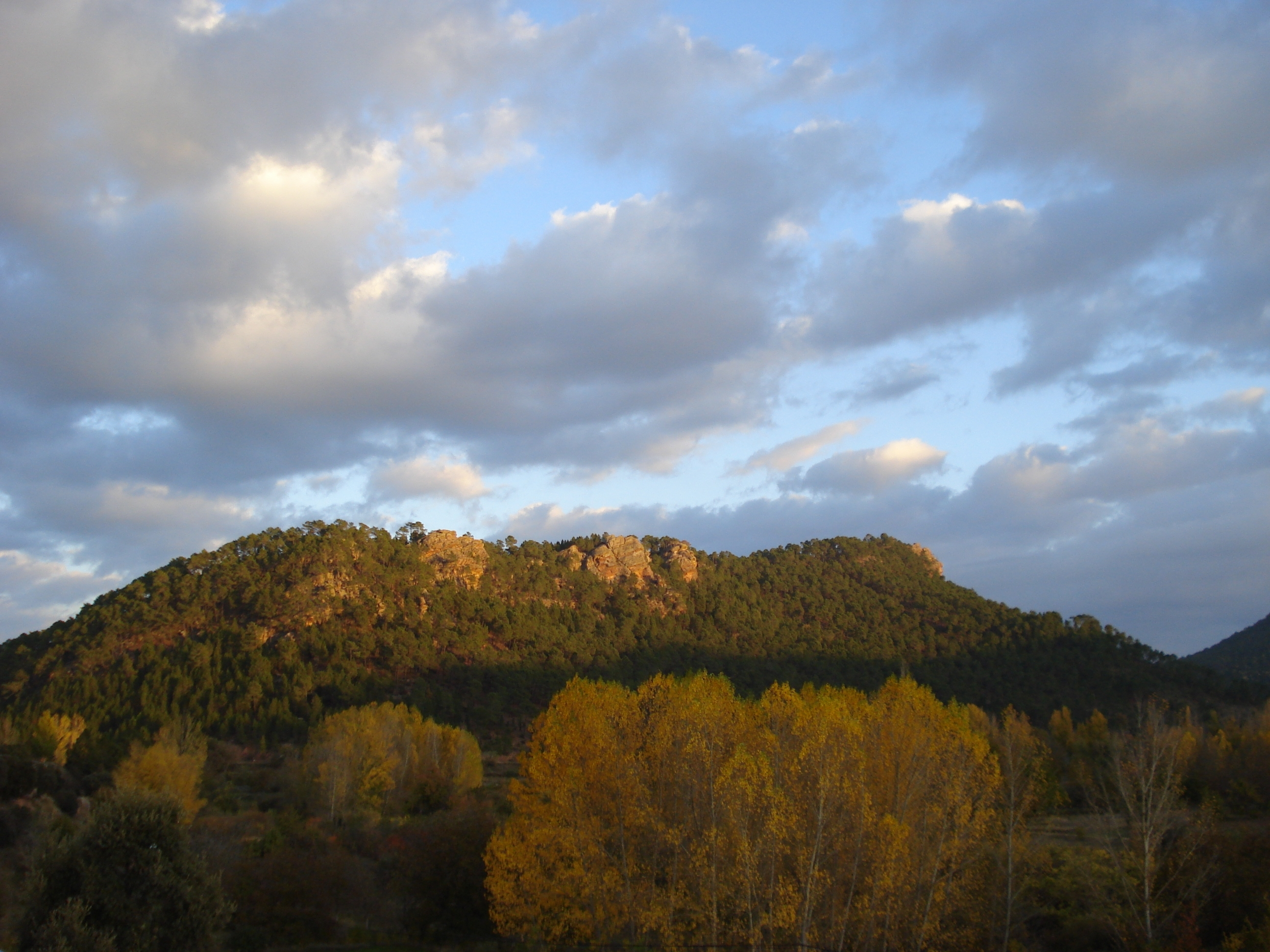
El Tortejón y la Peña de los Ramos (derecha).

Por su término municipal discurre el río Cabriel, afluente del Júcar, que excava un profundo desfiladero en el paraje denominado Los Ceñajos. Son destacables las cascadas ubicadas en el paraje conocido como El Traqueiro, así como el salto de agua, de curso irregular, excavado en la roca y conocido como El Chorreiro. Sus aguas recorren el término municipal a lo largo de 15 km, confluyendo al mismo diversos arroyos así como varias surgencias de agua, como la del Trillero y muy particularmente la de la Fuente de los Peces, que proporciona el caudal suficiente para que en los períodos intensos de sequía el curso del río baje seco, al contrario de lo que ocurre aguas arriba hasta la represa ubicada el vecino término de Alcalá de la Vega.
Cabe reseñar la amplitud térmica que se registra en el término municipal: en los meses de junio y julio se pueden alcanzar los 37 °C con facilidad, mientras que los inviernos son, en general, bastante fríos, siendo habituales las temperaturas invernales inferiores a los -10 °C, alcanzándose una temperatura mínima de -22,3 °C en la noche del 12 de enero de 2021, en el marco de una gran nevada (la mayor desde los años 1970), consecuencia de la irrupción de la borrasca Filomena sobre la península ibérica. Durante los años 2014-2020, la media de precipitación anual osciló entre los 360 y 820 mm, con una media en torno a los 600 mm anuales.

## Historia
Su término está poblado desde el Eneolítico, como prueban las excavaciones realizadas en la cueva de la Cabeza de la Fuente, donde fue encontrado el Ídolo de Boniches, expuesto en el Museo Arqueológico de Cuenca, así como las pinturas rupestres del Abrigo de Selva Pascuala (actualmente en el término de Villar del Humo), la Peña del Escrito y la Rambla del Anear. De la época celtíbera se cree son los restos de habitación conocidos como Casas de los Moros, coetáneos de la necrópolis celtíbera de Pajaroncillo. 
Durante la dominación romana los bosques de la comarca ya eran explotados, siendo su salida natural el cauce del río Cabriel, así como su riqueza mineral (con una mina ya cegada, ubicada en el Collado de la Mina, en una ladera de Las Cabezas, donde existen pequeños filones de plata y oro) y salina, y existen documentos que mencionan un asentamiento musulmán en su término. Cuando en 1177 se produce la toma de Cuenca por parte de Alfonso VIII de Castilla, caballeros aragoneses provenientes de Albarracín contribuyeron a la misma efectuando frecuentes incursiones en la zona de la Serranía, y ya en 1187 Cañete había sido reconquistado, y Boniches debió ver los primeros asentamientos en su actual emplazamiento, en el marco de la repoblación de la Serranía impulsada por Alfonso VIII de Castilla a principios del siglo XIII. 
La primera referencia escrita es un documento de la fundación de la iglesia de 1263, atribuida a Gonzalo Ruiz de Atienza. Los restos de la torre de vigía en lo alto de la Picota (1.076 m), a cuya falda meridional se extiende la población, se corresponden con esta época. En 1480, al crearse el marquesado de Moya, Boniches quedó adscrito a éste, hasta la reorganización territorial de 1833.

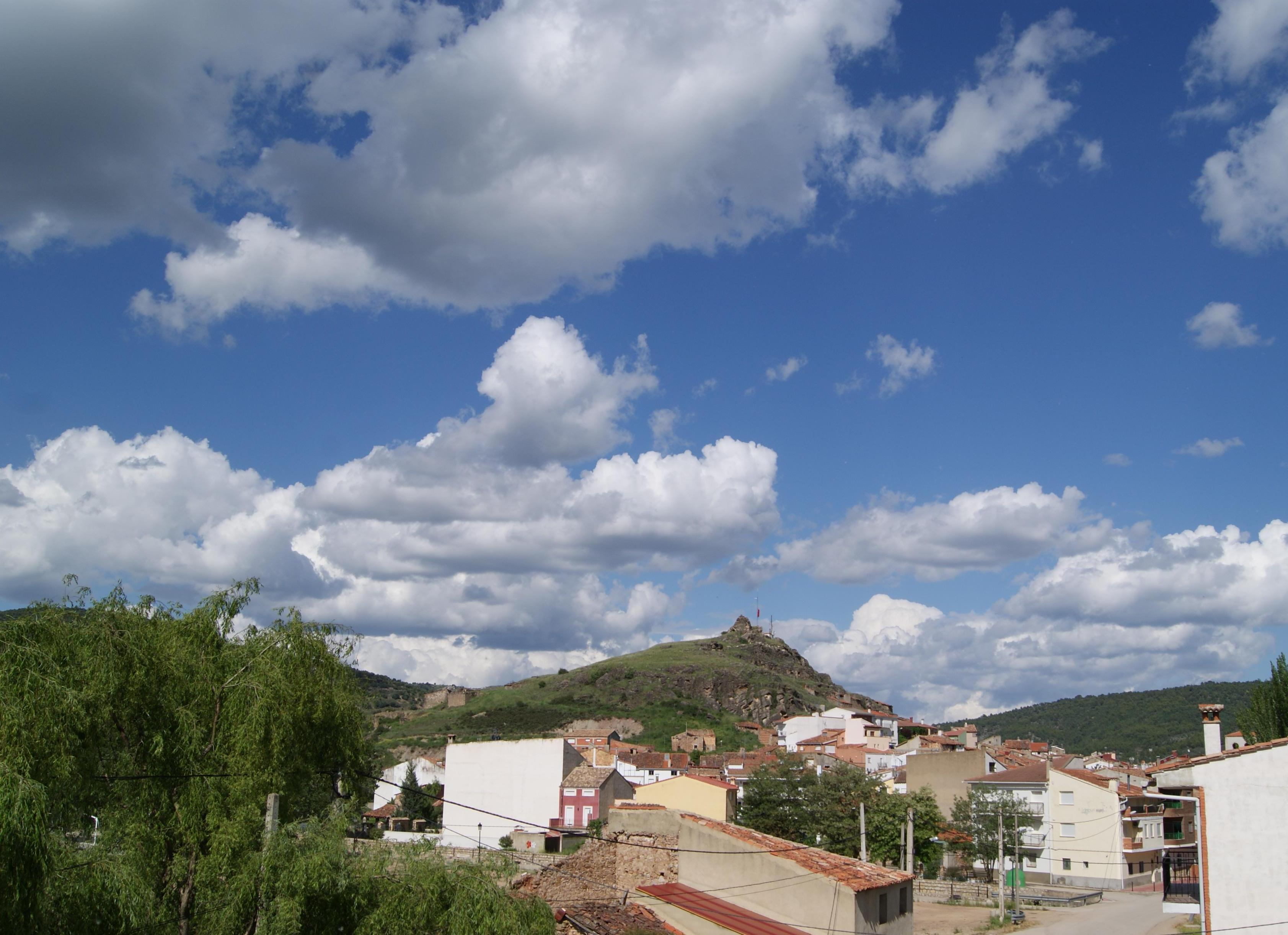
La Picota (con los restos del castillo, antigua torre de vigía) y el núcleo urbano de Boniches, que fue creciendo en su falda meridional desde principios del.

Hacia 1683 parece datarse la construcción de la iglesia tal y como la conocemos, salvo el salón parroquial que se añadió en la década de 1950; la parroquia de San Martín de Boniches era sufragánea de la de Boniches. Con el problema sucesorio al morir Carlos II sin heredero en 1700, el Reino de Castilla reconoce a Felipe V como su heredero y rey legítimo, al contrario de lo que sucedería en el Reino de Valencia y el resto del Reino de Aragón, que se pondría del lado del pretendiente austríaco, auspiciando la Guerra de Sucesión Española (1701-1715), que no afectaría al entorno de Boniches directamente salvo en la contribución económica municipal. Se tiene constancia de que ya existía el ayuntamiento de Boniches en 1762.
Durante la Guerra de la Independencia y la I Guerra Carlista (1833-1840), Boniches no se vio involucrado directamente en ellas, si bien se alistaron soldados entre su población. Las incursiones del ejército carlista, al mando del General Cabrera en otros pueblos de la Serranía (Carboneras, Cardenete, Moya y Cañete, donde se acuartelaron), causaron estragos entre su población y siendo algunos pueblos pasto de las llamas, como resultado de los enfrentamientos con las tropas realistas. En esta época, el bandolerismo hace su aparición en la zona, recordándose particularmente las hazañas del bandolero conocido como "El Pimentonero". A mediados del siglo XIX, Boniches contaba con una escuela dotada con 400 reales, y el ayuntamiento manejaba de un presupuesto de 2600 reales, cubierto con fondos propios; constituían el pueblo 72 casas. El lugar tenía por entonces contabilizada una población de 258 habitantes. Aparece descrito en el cuarto volumen del Diccionario geográfico-estadístico-histórico de España y sus posesiones de Ultramar de Pascual Madoz de la siguiente manera:

BONICHES: l. con ayunt. en la prov. y dióc. de Cuenca (8 leg.), part. jud. de Cañete (1), aud. terr. de Albacete (18), c. g. de Castilla la Nueva (Madrid 32): aunque está sit. en la falda de un cerro que le resguarda del viento N., en cuya cumbre se ven vestigios de un pequeño cast. de moros, las 72 casas que le componen se hallan en llano, y pasa por ellas el camino que de Valencia conduce á la Corte: entre este número se cuentan la de ayunt. con cárcel, construida en la plaza; la escuela de niños, dotada con 400 rs., y la igl. parr. de entrada, que tiene por anejo á San Martm de Boniches, servida por un cura y un teniente. A 2,000 pasos de la pobl. hay una fuente de agua potable con 4 caños, y de ella se surte el vecindario. Confina el térm. por N. con Cañete; E. Campillos-Paravientos; S. Villar del Humo, y O. Pajaroncillo: en él so encuentran un cas. llamado Rento de Pumareda, propio del marqués de Moya, y una fáb. de hierro en las márg. del r. Cabril que le baña. El terreno es de mediana calidad, y escepto la vega y campo de labor roturado, está poblado de pinares. Los caminos se hallan en regular estado: la correspondencia se recibe los viernes en Cañete, y se lleva los miércoles. prod.: trigo, centeno, cebada, escaña, avena y algunas legumbres; hay ganado lanar, vacuno y de cerda; caza de conejos, liebres, perdices, jabalies y otros animales dañinos; y pesca de barbos y truchas. En el gabinete de Historia Natural de Madrid hay una piedra con metal de plata, y en el cristal donde se halla, un rótulo que dice Boniches. A este pueblo han ido algunos mineralogistas en busca de minas de oro y plata, y aunque en sus observaciones han advertido que hay de los dos metales, no han querido beneficiarlas por ser escaso el filon. ind.: la agricultura y ganaderia: ademas de la mencionada fáb. existe un molino harinero, una posada pública, un horno de pan cocer y varios telares de lienzo. pobl.: 65 vec., 258 alm. cap. prod.: 686,060 rs. imp.: 34,303 rs. Importe de los consumos 1,596 rs. 5 mrs.: el presupuesto municipal asciende á 2,600 rs., y se cubre con fondos de propios.
(Madoz, 1846, p. 396)

Nuevamente, la inestabilidad política, consecuencia de la Revolución de 1868 (la Gloriosa) y la proclamación de la Primera República Española, fructifica en nuevos enfrentamientos en toda la comarca, en el marco de la III Guerra Carlista, que tampoco alcanza directamente a Boniches, aunque sufre indirectamente las consecuencias debido a la exigencia de las partidas carlistas a los ayuntamientos del pago triplicado de las contribuciones. Con la restauración borbónica de 1875, se inicia un período de relativa calma que se traduce en un cierto desarrollo de la actividad económica y el progresivo aumento de la población, con una cierta mejora de las condiciones de vida, aunque siguen siendo igualmente duras en el contexto de Boniches.
Ya en el siglo XX, la electricidad hizo su aparición en 1916, al empezar a funcionar el Molino de la Luz, y la carretera principal de Ayuntaderos al Collado de Valhondo fue asfaltada en la primavera de 1925. Como toda la provincia de Cuenca, siguió fiel a la Segunda República Española una vez iniciada la guerra civil y hasta el final de la misma. Durante la Revolución Española de 1936, el templo sufrió la destrucción completa de todos los objetos de culto de la iglesia, incluidas las imágenes y campanas «que hicieron pedazos», así como el Archivo Parroquial, quedando afectado gravemente el edificio de la Iglesia; asimismo, fue destruido (quemado) la totalidad del Archivo Municipal y parcialmente el del Juzgado, «del que no quedaron más que algunos libros del Registro Civil». En su término no se produjo batalla alguna en toda la guerra, ni hubo ninguna víctima de la represión; aun así, cinco de sus hijos (Saturnino Descalzo Sáez, Fulgencio Marco Gómez, José Martínez Mayordomo, Narciso Mayordomo López y Félix Mayordomo Palomares) fallecieron en distintos campos de batalla y bandos. 
En la dura postguerra, el movimiento del maquis tuvo especial relevancia en la zona, y el 20 de junio de 1946 se produjo una emboscada de la Guardia Civil con el resultado de un guerrillero muerto. La resistencia antifranquista en la zona de la Serranía acabó el 7 de noviembre de 1949 tras la masacre producida en Santa Cruz de Moya, al asaltar la benemérita el campamento de Cerro Moreno, dando muerte a doce guerrilleros de la AGLA. En el marco de la dura represión a que fue sometida toda la Serranía, en la cárcel que existía en el edificio original del ayuntamiento, apareció ahorcado un maqui que provenía de El Cubillo. Si bien durante el resto del franquismo se construyeron diversos equipamientos, como la Casa del Médico, el Cine, el Frente de Juventudes, las Escuelas, la Cerca que rodea el pueblo para prevenir inundaciones, el nuevo cementerio (alejado del casco urbano) o el Puente de Piedra de la huerta (al ser destruido el antiguo tras una gran crecida del Cabriel en 1946, que también provocó el colapso de la presa construida en el Rento en esos mismos años, por su falta de anclaje en lado de la Rambla de las Cabezas), y las condiciones de vida mejoraron a partir de la década de 1950, como en todos los pueblos de la zona, el progresivo abandono de las explotaciones agrícolas y ganaderas produjo un gran flujo migratorio que supuso la pérdida de más de la mitad de la población de Boniches y casi toda la juventud del pueblo. 
Con la llegada de la democracia, se avanzó en la consolidación del estado del bienestar, que en Boniches se hacía muy necesario ante el progresivo y alarmante envejecimiento de su población, al tiempo que muchas de las casas familiares que se habían dejado vacías al producirse la emigración masiva a las grandes ciudades, se han ido restaurando o reedificiando como residencias de verano, y el casco urbano se ha ido extendiendo a lo largo de la carretera y el Saladar, y se extiende por aproximadamente 14 hectáreas. En 1999 se renovaron completamente y se construyeron diversas variantes en la carretera N-420 y la CM-215, lo que permitió facilitar los accesos a Boniches y sacar la carretera del interior del pueblo. También en la década de 1990 se restauró completamente el campanario de la iglesia (con una importante grieta por los efectos de un terremoto), la techumbre y los interiores de la misma; y se reconstruyó totalmente el Ayuntamiento, conservándose del antiguo sólo el reloj y su campana.

## Demografía
Boniches cuenta con una población de 136 habitantes (INE 2024).
| Gráfica de evolución demográfica de Boniches entre 1842 y 2021                                                      |
| |
| Población de derecho según los censos de población del INE Población de hecho según los censos de población del INE |

En la primera mitad del siglo XIX la población se mantuvo prácticamente estable, llegando a más del doble a principios del siglo XX. A partir de 1930 se produce un importante incremento, y en 1940 contaba con 735 habitantes (su máximo histórico); desde la década de 1950 sufrió un progresivo despoblamiento, constatándose la mayor reducción en la década de 1960 (con un decremento superior al 52%), cuando se produjo un flujo migratorio especialmente hacia Valencia, pero también a Barcelona y en menor medida a la capital conquense, coincidiendo con la mejora de las comunicaciones, especialmente con la apertura de la línea ferroviaria de Cuenca a Utiel en noviembre de 1947, y la progresiva motorización a partir de la segunda mitad de los años 1950. La población se estancó a partir de 1980, pues ya no quedaba nadie entre sus convecinos para emigrar, produciéndose un paulatino envejecimiento de la población, que siguió reduciéndose hasta alcanzar los 145 habitantes en 2014; sin embargo, en el censo de 2015 se rompió la tendencia decreciente, alcanzando de nuevo los 151 habitantes. Actualmente la mayor parte de la población pertenece la tercera edad, con un pequeño número de niños en edad escolar; precisamente la falta de éstos produjo en la década de 1980 el cierre de la única escuela del municipio. La mayor parte de las 305 viviendas censadas son de segunda residencia, siendo especialmente concurrido el pueblo en verano (principalmente durante el mes de agosto, cuando se celebran las fiestas patronales), aunque también durante los diversos periodos festivos del resto del año.

## Economía
Es una localidad agrícola y ganadera, si bien, en la actualidad la agricultura se explota solamente a pequeña escala en el ámbito puramente familiar, no habiéndose producido en su término la concentración parcelaria que se produjo en otros municipios de la comarca; la huerta es particularmente fértil, al estar irrigada por la acequia que recoge las aguas del Cabriel en la presa del Rento, y tradicionalmente se han cultivado todo tipo de hortalizas (particularmente pepinos), patatas, legumbres, y se ha recogido fruta de sus manzanos, perales, cerezos, ciruelos y nogales, así como cosechas de cereales de relativa importancia, circunscritas a las zonas más secas y menos fértiles del término municipal, sin olvidar las pequeñas plantaciones vinícolas en la zona de Ayuntaderos. Abunda también la caza. Sólo algunos bares, colmados, una carnicería, un supermercado, la panadería y un estanco (ambos cerrados), han proliferado en el pueblo. El diccionario de Madoz (1846) menciona la existencia de varios telares de lienzo.

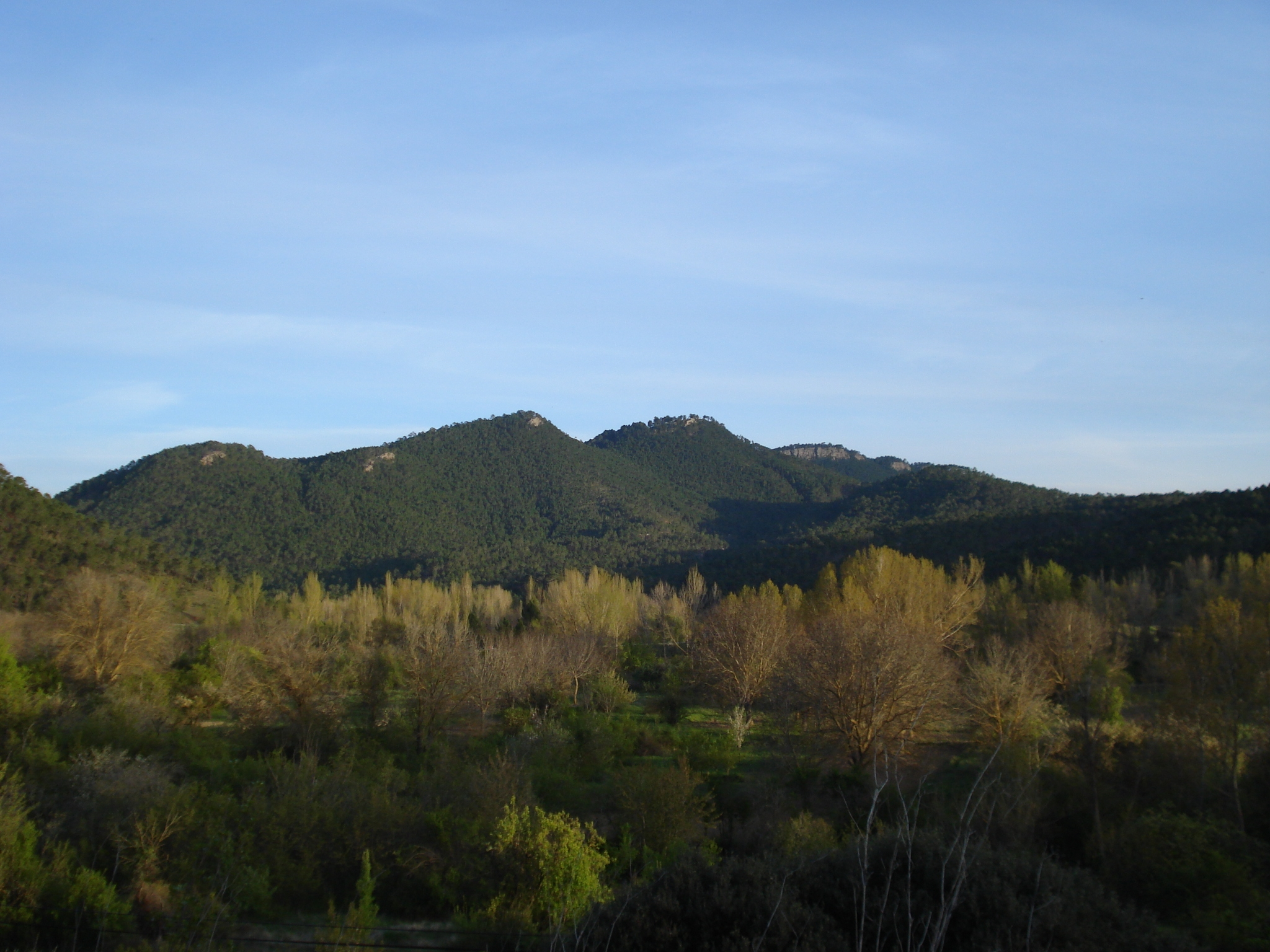
Las Cabezas y el Telégrafo, vistos desde la huerta de Boniches

Su riqueza forestal sigue siendo explotada y parte de los beneficios revierten al pueblo con la explotación de los montes comunales, conocidos como la Finca, y hasta los años 80 se remasaba gran cantidad de resina de sus pinos, que se procesaba por la Unión Resinera Española en su factoría de El Cañizar, actividad que se está retomando en los últimos años, a consecuencia de la crisis aunque a menor escala, al haber sido sustituida esta sustancia por otros productos sintéticos.
En el pasado existieron una serrería, una herrería, una tejería y tres molinos (uno harinero, el molino de la Herrería y otro para generar electricidad).  Actualmente existen también una casa rural de alquiler completo y un complejo de apartamentos rurales. Asimismo cuenta con varios edificios para equipamientos socioculturales, aparte del propio edificio del Ayuntamiento, y un pequeño polideportivo.

## Administración
| Periodo   | Nombre                     | Partido |
| --------- | -------------------------- | ------- |
| 1979-1983 | Obdulio Cano Molina        | UCD     |
| 1983-1987 | Obdulio Cano Molina        | AP      |

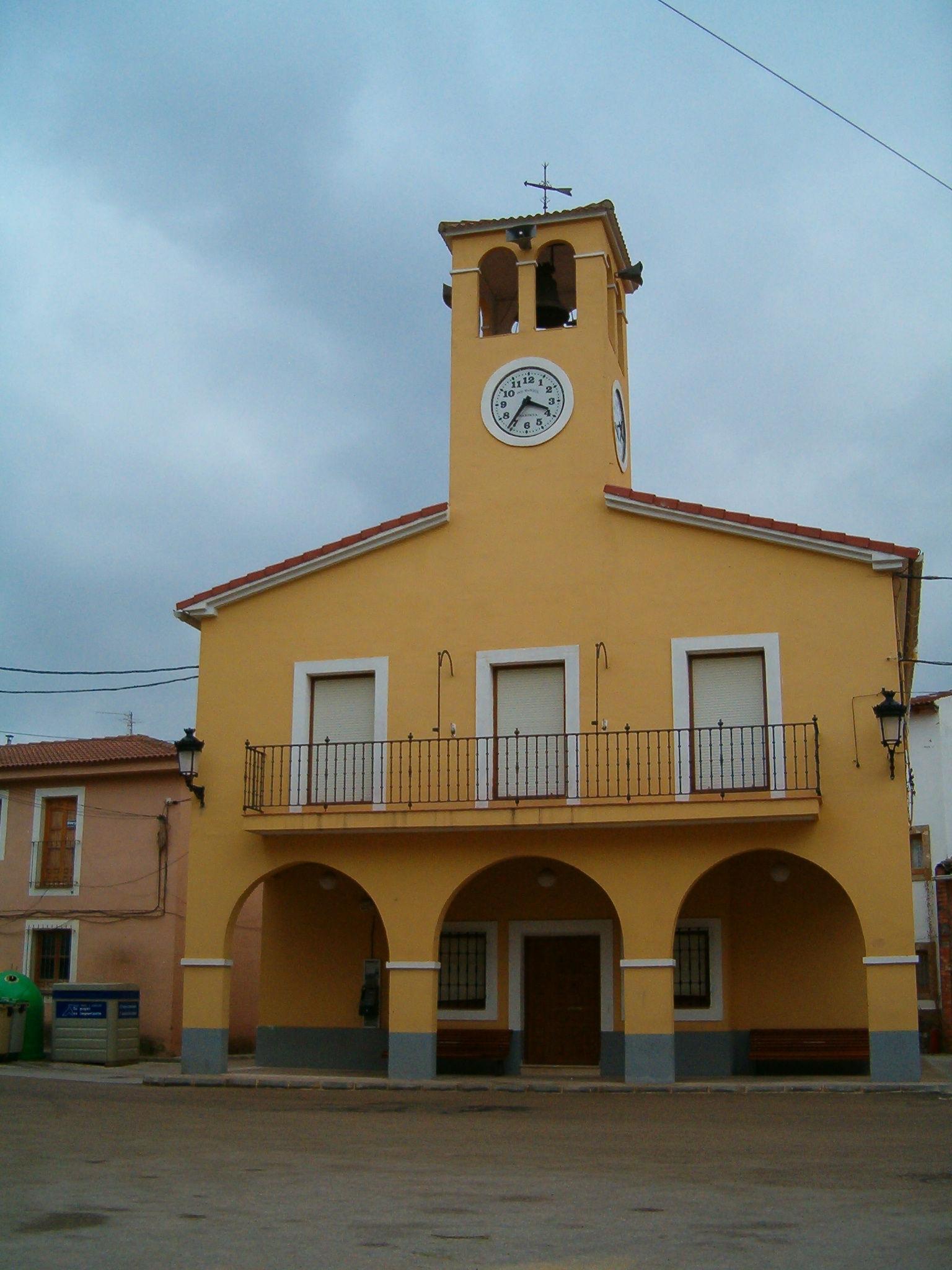
La casa consistorial de Boniches, reconstruida a semejanza de la anterior sobre su emplazamiento, ya existía en 1762. Febrero de 2005

| 1987-1991 | Juan Mayordomo Domínguez   | AP      |
| 1991-1995 | Justiniano Armero Olivares | PP      |
| 1995-1999 | Rufino Mayordomo Abril     | PP      |
| 1999-2003 | Jesús Martínez Panadero    | PP      |
| 2003-2007 | Luis Molina Rodrigo        | PP      |
| 2007-2011 | Luis Molina Rodrigo        | PP      |
| 2011-2015 | Tomás Armero Redondo       | PP      |
| 2015-2019 | José Abril Palomares       | XB      |
| 2019-2023 | José Abril Palomares       | XB      |
| 2023-act. | José Abril Palomares       | PSOE    |

## Fiestas
Sus fiestas patronales son el 15 y 16 de agosto, en honor a la Virgen de la Asunción (a quien está consagrada su iglesia) y a su patrón San Roque. También han tenido gran importancia las fiestas de las Pascuas de Mayo (Pentecostés), los Quintos y la Santa Águeda. Son también destacables las festividades religiosas, que cuentan con procesiones en Semana Santa, el Corpus y las propias del patrón San Roque y la Virgen de la Asunción. A principios de los años 1980 se construyó una plaza de toros en las inmediaciones de la Cerca, abandonada a finales de los años 1990, que sustituyó a las plazas improvisadas que se montaban en la plaza Mayor, cortando sus accesos con carros y camiones, y posteriormente trasladadas al Saladar. Desde entonces apenas se han celebrado espectáculos taurinos, siendo los mismos organizadores quienes han instalado plazas de toros desmontables al efecto.